# Cimitero monumentale di Staglieno
Il cimitero monumentale di Staglieno (in ligure Camposanto  de Stagén) è il maggiore luogo di sepoltura di Genova ed è uno dei cimiteri monumentali più importanti d'Europa.
È situato nella Val Bisagno, nel territorio del "Municipio IV – Genova Media Val Bisagno", comprendente il quartiere di Staglieno.

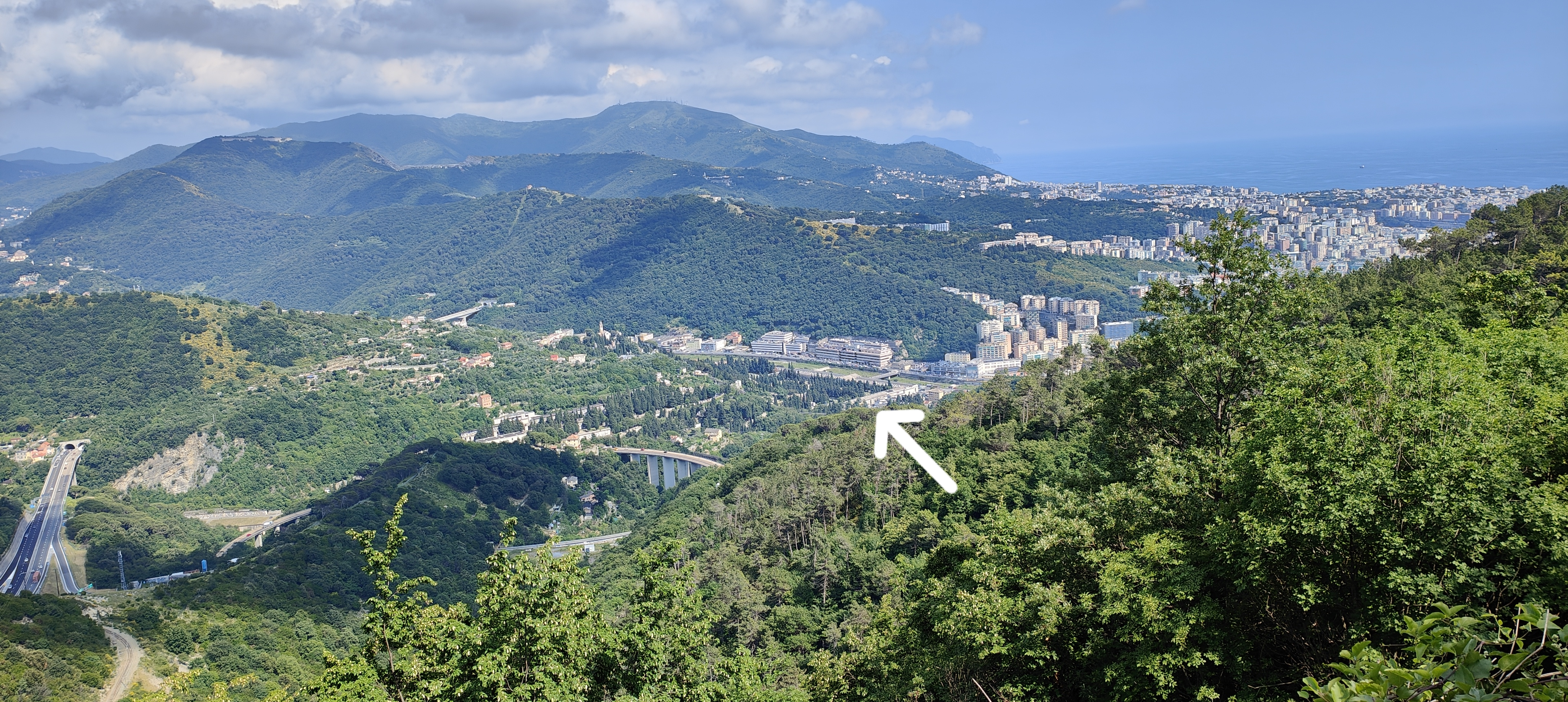
La vasta area del cimitero (freccia) come appare dal Righi

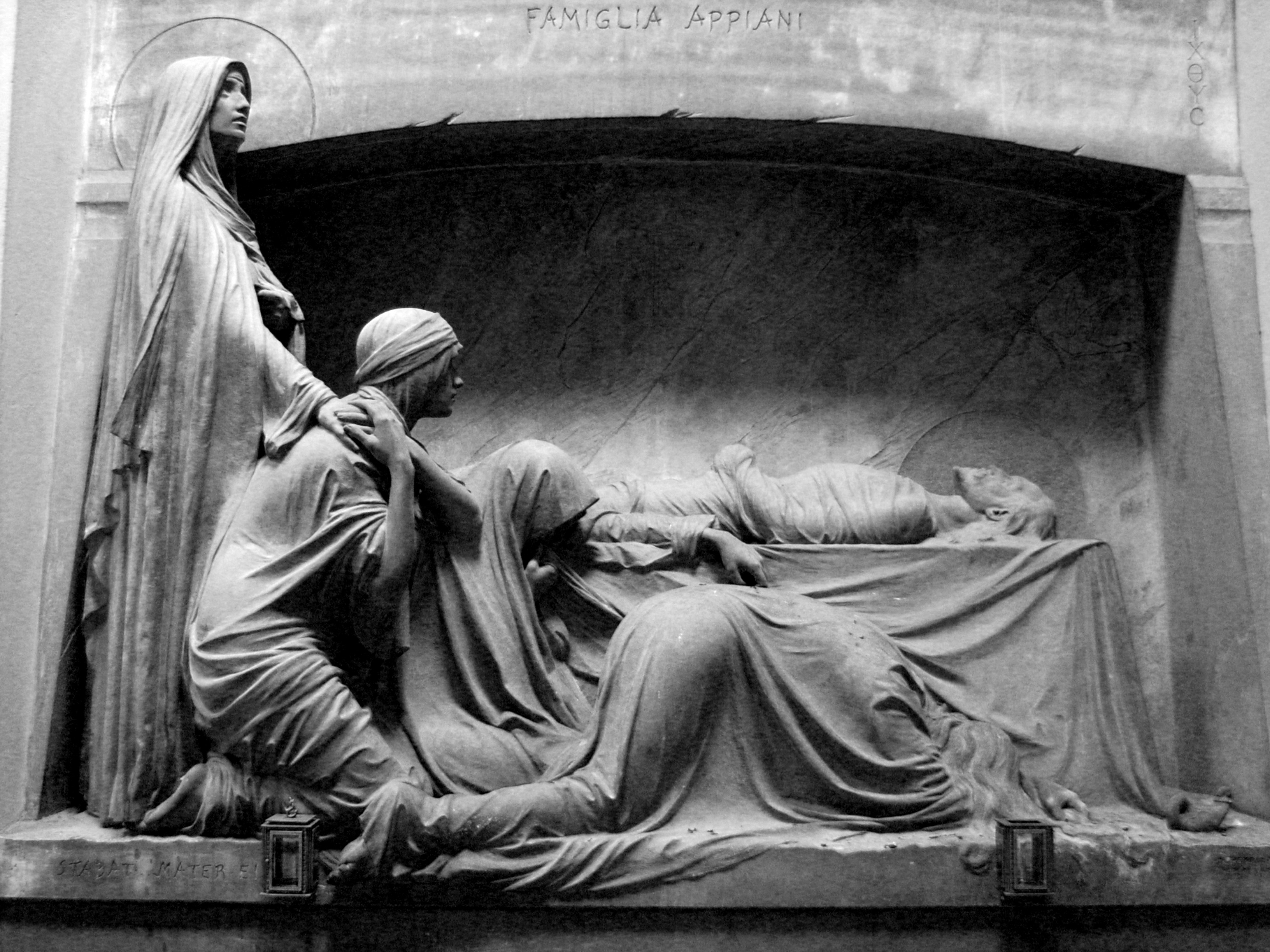
La tomba della famiglia Appiani usata come copertina dell'album Closer del 1980 del gruppo new wave/post punk inglese dei Joy Division.

Vi sono sepolti figli illustri del capoluogo ligure e altri personaggi famosi tra i quali uno dei padri della Patria italiana, Giuseppe Mazzini, uno dei padri della Repubblica Italiana, Ferruccio Parri, il compositore della musica dell'Inno d'Italia Michele Novaro, numerosi garibaldini tra i quali Antonio Burlando ed altri che fecero parte della spedizione dei Mille (un campo è a loro dedicato), l'attore Gilberto Govi, il pittore Federico Sirigu, la scrittrice Fernanda Pivano, il poeta Edoardo Sanguineti, Constance Lloyd (moglie di Oscar Wilde), Nino Bixio e Stefano Canzio. Vi è anche il cenotafio del cantautore Fabrizio De André.
Per la vastità e la bellezza dei suoi imponenti monumenti funebri è considerato un vero e proprio museo a cielo aperto. Le numerose statue funerarie e cappelle – opere prevalentemente di scultori genovesi – sia pure costruite in stili differenti, restituiscono all'insieme del complesso un importante valore sotto l'aspetto dell'architettura e scultura funebre.

## La progettazione
La progettazione del cimitero genovese risale al 1835 ancora sulla scia del clima creato dall'editto napoleonico di Saint-Cloud entrato in vigore il 12 giugno 1804, con il quale si vietavano le sepolture nelle chiese e nei centri abitati.
Il progetto originario dell'architetto Carlo Barabino venne approvato dal Comune di Genova. Barabino tuttavia morì nello stesso anno a causa dell'epidemia di colera che aveva colpito la città e il progetto passò al suo collaboratore e allievo Giovanni Battista Resasco (il piazzale dell'ingresso secondario del cimitero porta il suo nome).
L'area di Staglieno su cui sorgeva la villa Vaccarezza parve la più indicata per la costruzione di un cimitero poiché poco abitata e, allo stesso tempo, vicina al centro della città. I lavori iniziarono nel 1844 e la struttura venne aperta al pubblico il 2 gennaio 1851 (nel primo giorno furono sepolte quattro persone).
Dopo vari ampliamenti portati avanti nel tempo, oggi comprende un'area di circa 330.000 metri quadrati ed include anche un cimitero inglese (dove si trova la tomba di Constance Lloyd, moglie di Oscar Wilde), uno protestante, uno ebraico e uno musulmano.
Dal 1902 ospita un tempio crematorio, situato presso l'entrata est del cimitero.
Al centro del luogo di sepoltura – dove un tempo vi era semplicemente un grande prato – si erge ora la statua della Fede, alta nove metri, opera dello scultore Santo Varni. Prospiciente la statua della Fede, al culmine di un'imponente scalinata, si staglia il Pantheon (copia del Pantheon di Roma) con il suo bellissimo pronao di colonne in stile dorico, fiancheggiato da due statue marmoree rappresentanti i profeti biblici Giobbe e Geremia.

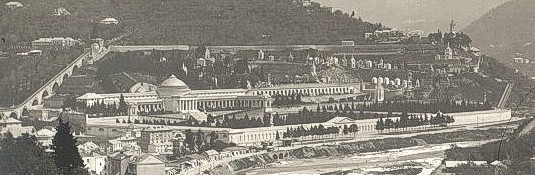
Veduta del cimitero di Staglieno in una cartolina di inizio Novecento. Sulla sinistra si nota il Pantheon; più all'esterno il corso dell'antico acquedotto e a destra, in alto, la Chiesa di San Bartolomeo Apostolo

Lungo la collina che lo sovrasta si possono incontrare, lungo il cammino, cappelle monumentali in stile gotico, bizantino, neo-egizio, Liberty, mesopotamico e neoclassico.
Il camposanto di Staglieno, evidentemente, non può non essere motivo di orgoglio cittadino. È stato ed è – per la sua bellezza – meta di artisti e letterati giunti da ogni dove: Ernest Hemingway lo definì una delle meraviglie del mondo.
Ma una puntuale descrizione della struttura e dell'imponenza del complesso architettonico è resa anche negli scritti di Mark Twain riportati nel libro The Innocents Abroad ("Innocenti all'estero", del 1867):
Da una parte e dall'altra, avanzando nel mezzo del passaggio, vi sono monumenti, tombe, figure scolpite squisitamente lavorate, tutte grazia e bellezza. Sono nuove, nivee; ogni lineamento è perfetto, ogni tratto esente da mutilazioni, imperfezioni o difetti; perciò, per noi, queste lunghissime file di incantevoli forme sono cento volte più belle della statuaria danneggiata e sudicia salvata dal naufragio dell'arte antica ed esposta nelle gallerie di Parigi per l'adorazione del mondo.»
Il principale cimitero genovese ha subito nel tempo una decadenza dovuta anche alla sua estensione, pur mantenendo inalterato il suo fascino. 
Le tombe e le sculture che agli occhi di Twain apparivano nuove e nivee, oggi sono rese grigie dalla polvere, dallo smog e dall'incedere degli arbusti. Sebbene lasciate in abbandono, restano ugualmente piene di grazia e perfette nella struttura, rimanendo uno dei migliori esempi dell'arte funeraria con cui la borghesia genovese dell'Ottocento ostentava la propria opulenza.

## Analisi storica
Per comprendere meglio l'aspetto puramente artistico ed il valore della parte monumentale del cimitero di Staglieno occorre procedere ad una valutazione di tipo storico-sociale considerando cioè – per quanto riguarda almeno il periodo del cosiddetto realismo borghese – i riflessi e le ricadute dello sviluppo, della formazione e del consolidamento di un certo tipo di borghesia – quella genovese del tempo – quanto mai propulsiva e per molti aspetti artefice di una mentalità progressista ante litteram.
La notorietà del luogo di sepoltura travalica i confini strettamente locali. Ne è testimonianza, ad esempio, il fatto che il gruppo musicale new wave inglese Joy Division (1977-1980) abbia scelto, per le copertine di due loro dischi, foto di tombe scattate all'interno del cimitero di Staglieno dal fotografo francese Bernard Pierre Wolff. La prima rappresenta il particolare della tomba della famiglia Ribaudo, dallo stile vagamente egizio nel basamento ed è stata usata per la copertina del singolo Love Will Tear Us Apart; la seconda è stata utilizzata per la copertina del long playing pubblicato postumo nel 1980 (ovvero dopo il suicidio di Ian Curtis) – Closer – per la quale è stata usata una foto della tomba della famiglia Appiani che si trova nel porticato sud.
In quegli anni, i tentativi insurrezionali mazziniani del 1832-1834 di Chambéry, Torino e Genova, pur falliti, scossero l'opinione pubblica preoccupando i vari casati nobili al potere e intimorendo in linea di massima le classi sociali dominanti che, se talvolta si mostravano aperte al progresso, d'altro canto capivano che una cospicua parte del loro potere sarebbe stata erosa dal suffragio universale di una costituzione repubblicana.
Si sviluppò così una linea di pensiero di tipo liberale moderato che aveva la chiara intenzione di esser guida per i movimenti risorgimentali ma nel contempo di impedire sconvolgimenti sociali irreversibili, nella convinzione che l'impegno sociale e politico e riforme adeguate avrebbero gradualmente portato sia all'indipendenza nazionale sia all'unificazione del mercato, indispensabile per uno sviluppo industriale simile a quello delle nazioni più moderne dell'epoca.
Utilizzando i mezzi legali di comunicazione che in quel periodo storico – ovvero metà Ottocento – erano loro permessi, gli aderenti a questa linea di pensiero si adoperarono con tenacia ed anche coraggio personale per il raggiungimento di maggiori libertà supportate da leggi diverse che tenessero conto anche delle esigenze della classe operaia che stava crescendo a ritmi fortissimi soprattutto a Genova.
Ad esempio, un obiettivo fondamentale era adeguare l'istruzione alle necessità del periodo storico sociale che si stava profilando, in particolare in modo tale che la formazione seguisse i ritmi dell'industrializzazione (ricalcando così, almeno nelle linee principali, il concetto di libero scambio analizzato da Adam Smith e diffuso in Italia da Richard Cobden).

## Artisti per le tombe dei patriarchi

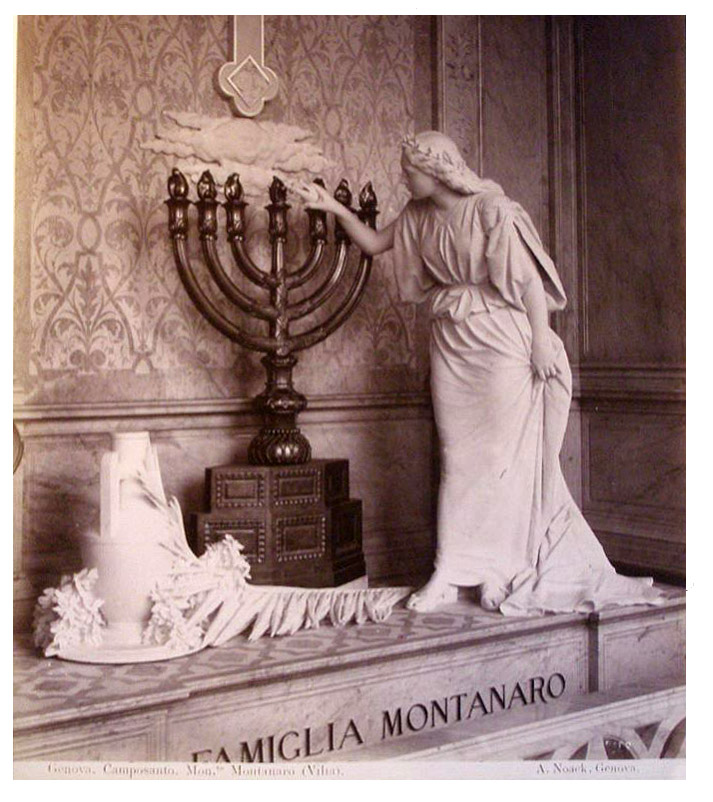
Monumento funebre al cimitero di Staglieno - fotografia di Alfred Noack

A Genova l'alleanza tattica interclassista fra commercianti, industriali e lavoratori trovò voce nel Congresso degli Scienziati del 1846. A titolo di esempio, vale la pena di ricordare l'opera di uno dei capofila di queste posizioni, Giovanni Ansaldo, al quale si deve l'introduzione della scuola serale per operai-lavoratori nel capoluogo ligure e che, nella seconda metà dell'Ottocento, ebbe il maggiore centro di studi politecnici del Regno d'Italia.
In questa situazione è comprensibile come la fascia più agiata della borghesia genovese desiderasse perpetuare la propria memoria tramite segni duraturi tali da ricordare il proprio lavoro e la propria morale: anche, e soprattutto, a quel tempo il metodo migliore si rivelava ancora la scultura. Da qui il nascere di lavori realistici, talvolta anche iperrealistici, comunque di buon livello (alcuni addirittura di ottima fattura) che riguardavano soprattutto la prima fase scultorea del cimitero monumentale di Staglieno.
Spesso, nelle tombe realizzate all'epoca, molte delle quali immortalate in fotografia dal famoso fotografo Alfred Noack, il defunto è ritratto circondato dai propri cari, ma anche da altre persone; viene quindi interpretato come una figura patriarcale e positiva, tipica di chi finalmente si è guadagnato il giusto riposo dopo una alacre vita di lavoro.
Ben diversa sarà invece l'impostazione contenutistico-formale delle opere successive che caratterizzeranno la fase dell'apice e d'inizio di fase calante della borghesia commerciale-industriale genovese. In essa viene evidenziato il rapporto eros-tanatos arrivando a espressioni di tipo liberty con figure di angeli che ricordano le concubine del morto, ovvero statuette femminili molto seducenti che erano poste nella tomba dei faraoni o dei notabili egizi per rendergli piacevole la permanenza nel regno dei morti.
Particolarmente curiosa, in tale quadro, risulta una statua dall'inconsueto aspetto contenutistico (considerata dai critici di ottima ma non di eccelsa fattura), che rappresenta la morte quale donna seducente che porta con sé su un focoso destriero il defunto.

## Apporto degli scultori genovesi
Fra gli scultori che hanno dato vita alle opere del cimitero di Staglieno vi sono, fra gli altri, Santo Varni (autore della bella statua dedicata alla Fede della Religione, alta nove metri e posta al centro del luogo di sepoltura, statua eseguita non per una tomba in particolare ma come emblematica presentazione del grandioso cimitero allo spettatore che vi accede) e Lorenzo Orengo (che scolpì la statua di Caterina Campodonico, la famosa venditrice di noccioline).
Sono poi da segnalare Augusto Rivalta (autore della tomba Piaggio), Eugenio Baroni (autore di numerose tombe di famiglia), Luigi Rovelli (che costruì la Cappella Raggio, nota anche come Duomo di Milano per la somiglianza con la cattedrale meneghina), Michele Sansebastiano (cui si devono il cippo Tagliaferro, il cippo Romanengo-Bussa e la Tomba Barbieri), Edoardo Alfieri e Norberto Montecucco.
Una menzione particolare merita l'Angelo di Monteverde, opera dello scultore Giulio Monteverde, che orna sontuosamente con una figura d'angelo d'inusitato fascino la tomba Oneto al Porticato superiore di ponente.

## Tombe e scultori nei porticati

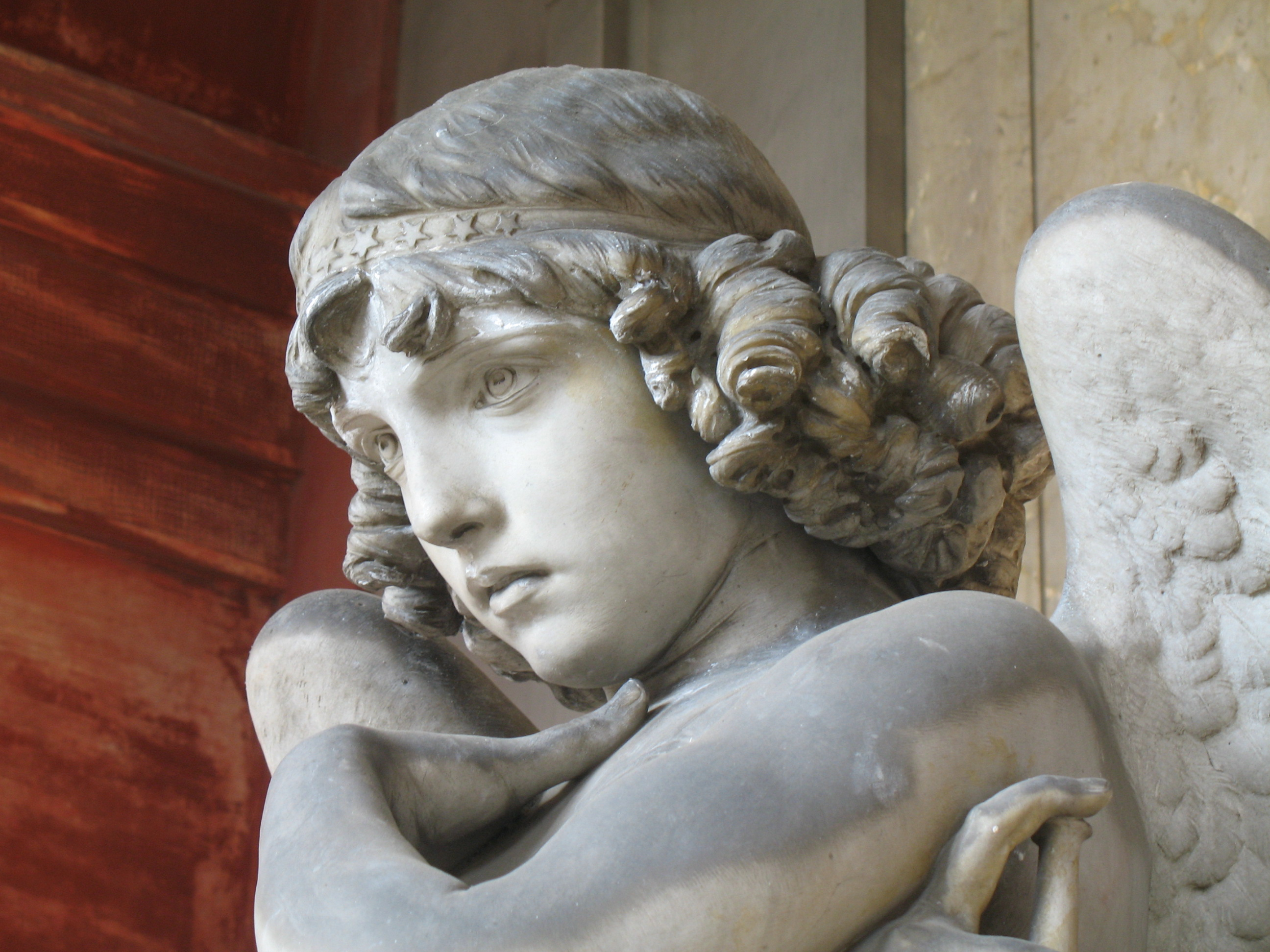
L'angelo di Giulio Monteverde

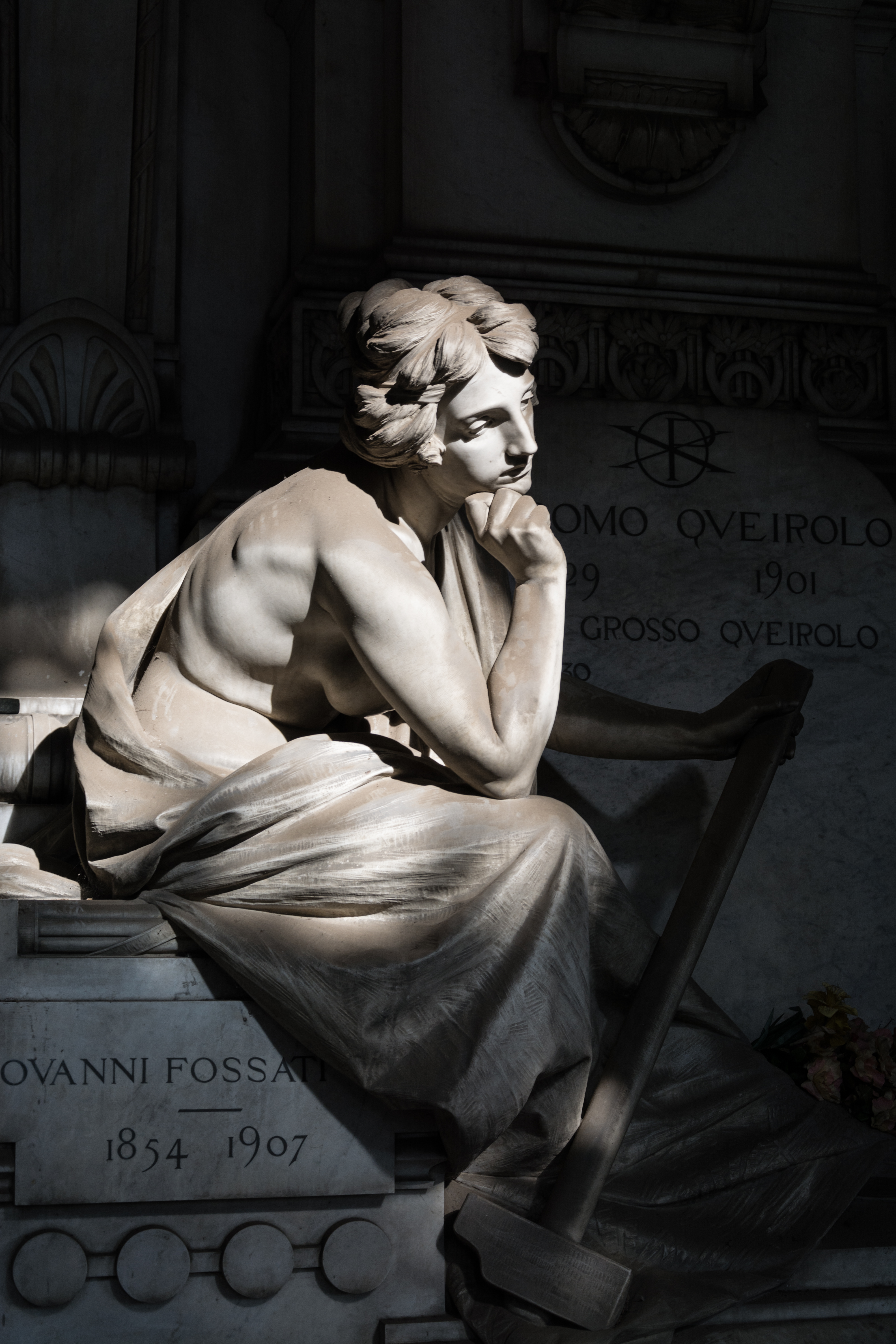
Tomba di Giovanni Fossati, realizzata da Vittorio Lavezzari

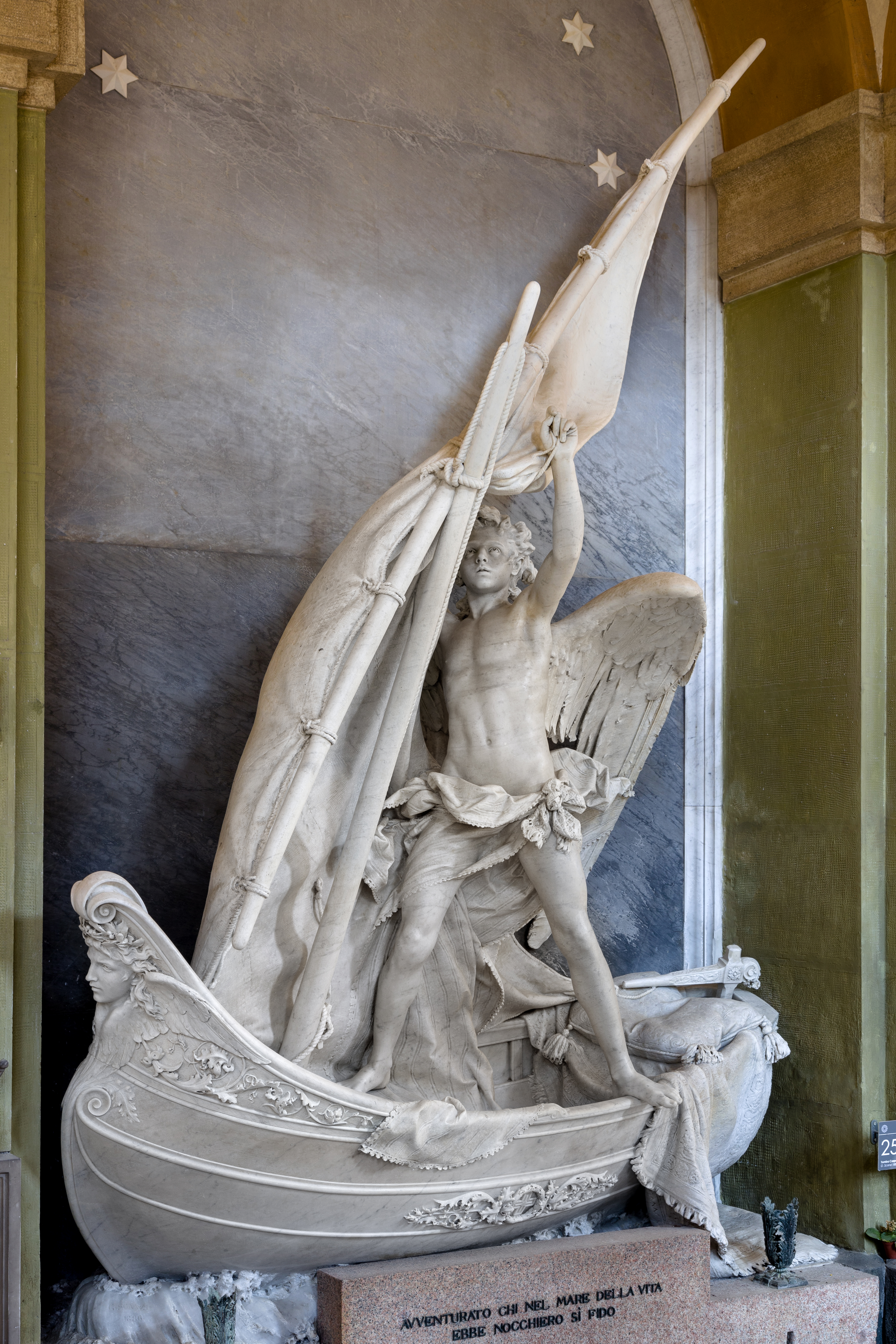
Tomba Carpaneto, realizzata da Giovanni Scanzi nel 1886, restaurata nel 2016

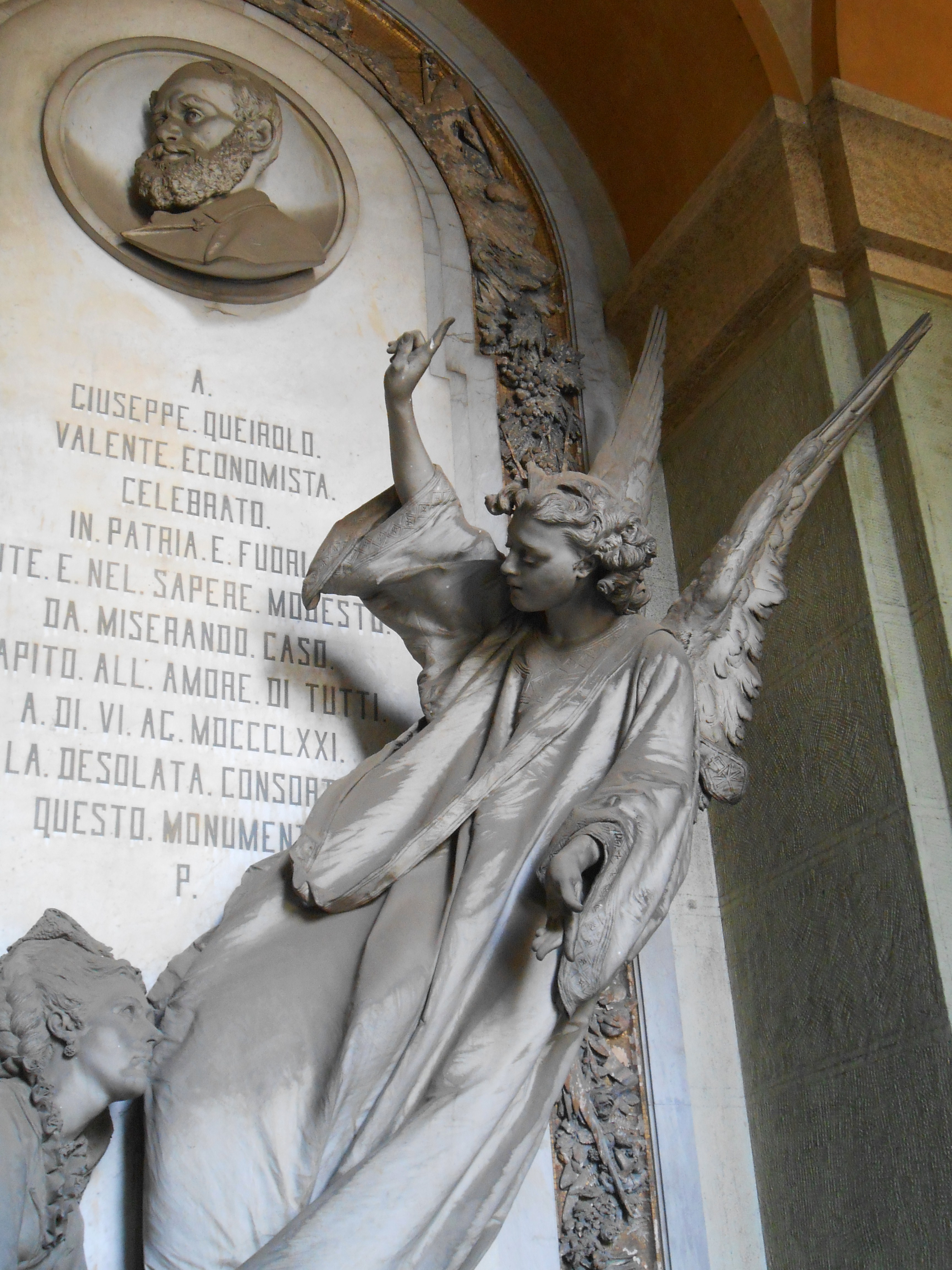
Tomba Queirolo, realizzata da Agostino Allegro

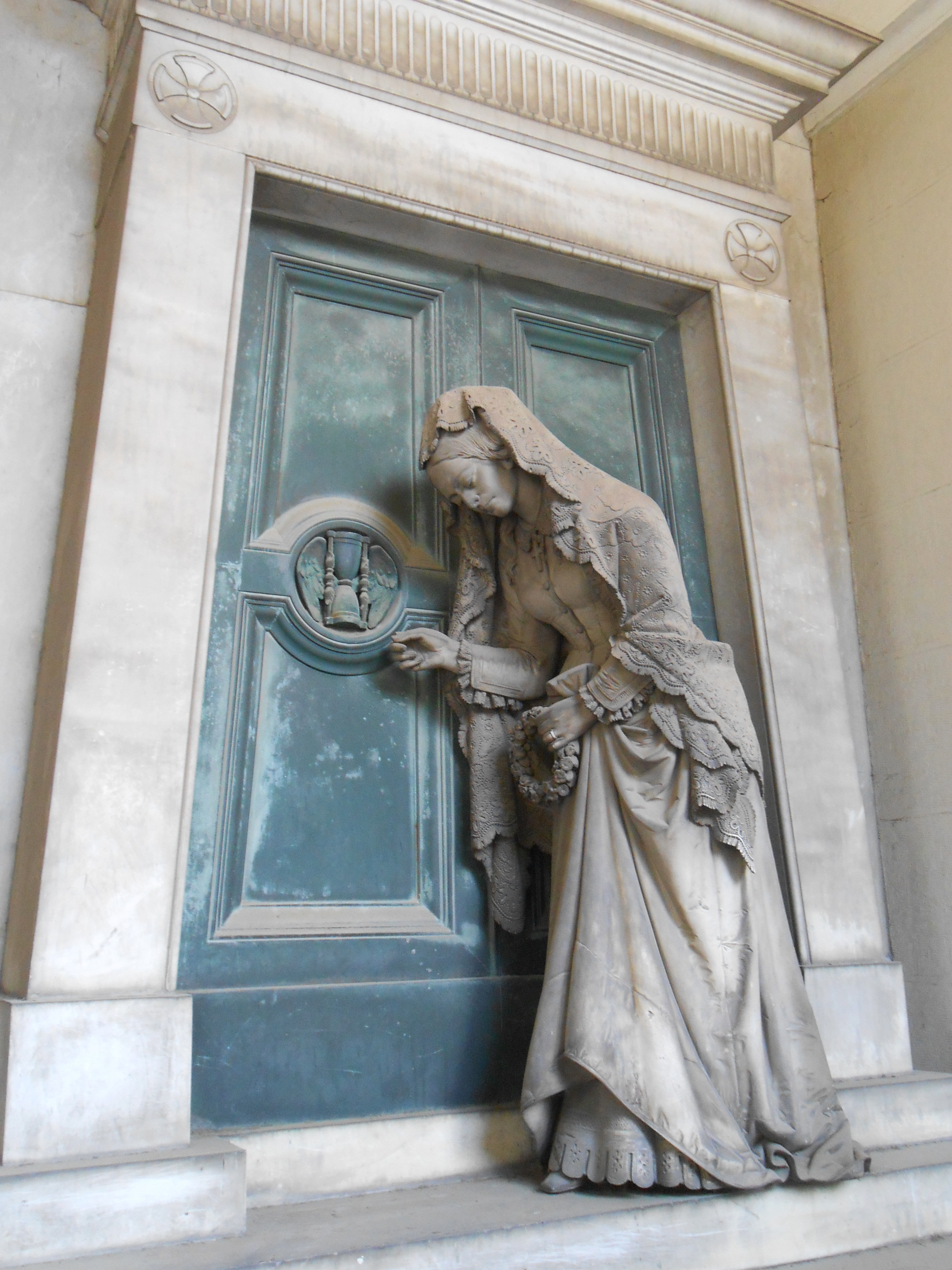
Tomba Badaracco, realizzata da Giovanni Battista Cevasco

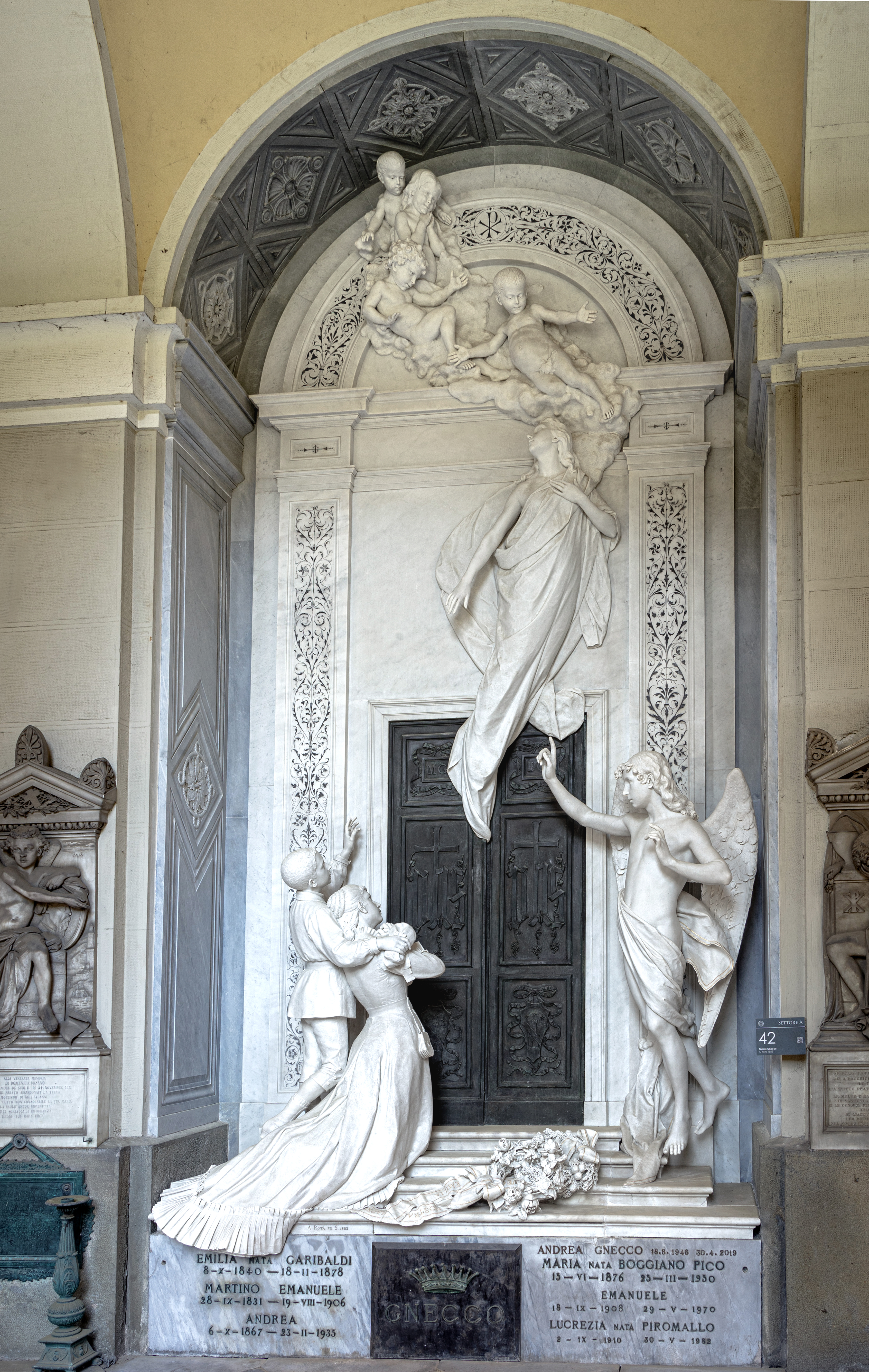
Tomba Gnecco, realizzata da Antonio Rota nel 1882, restaurata nel 2020

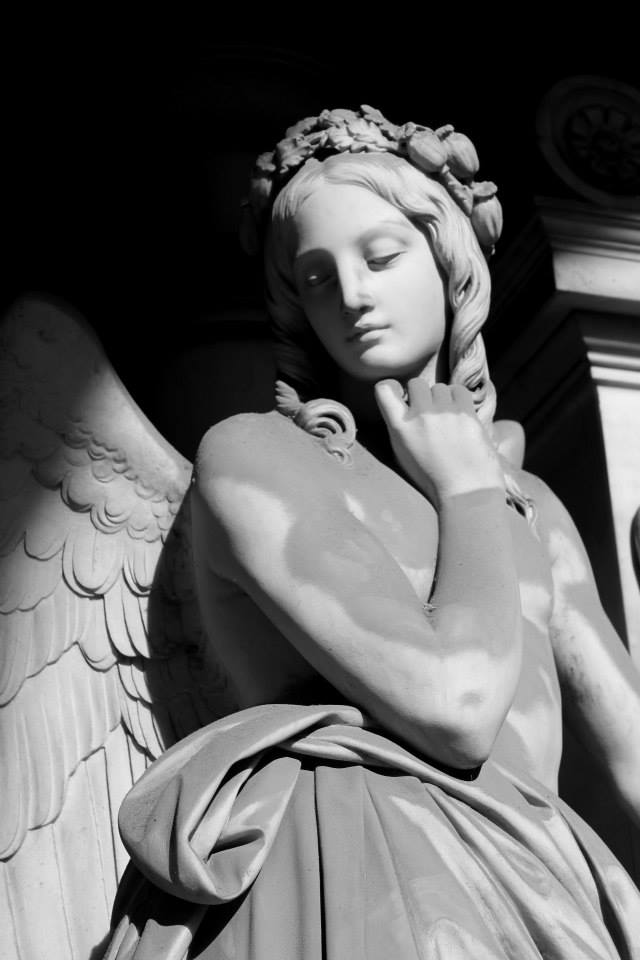
Tomba Bracelli Spinola

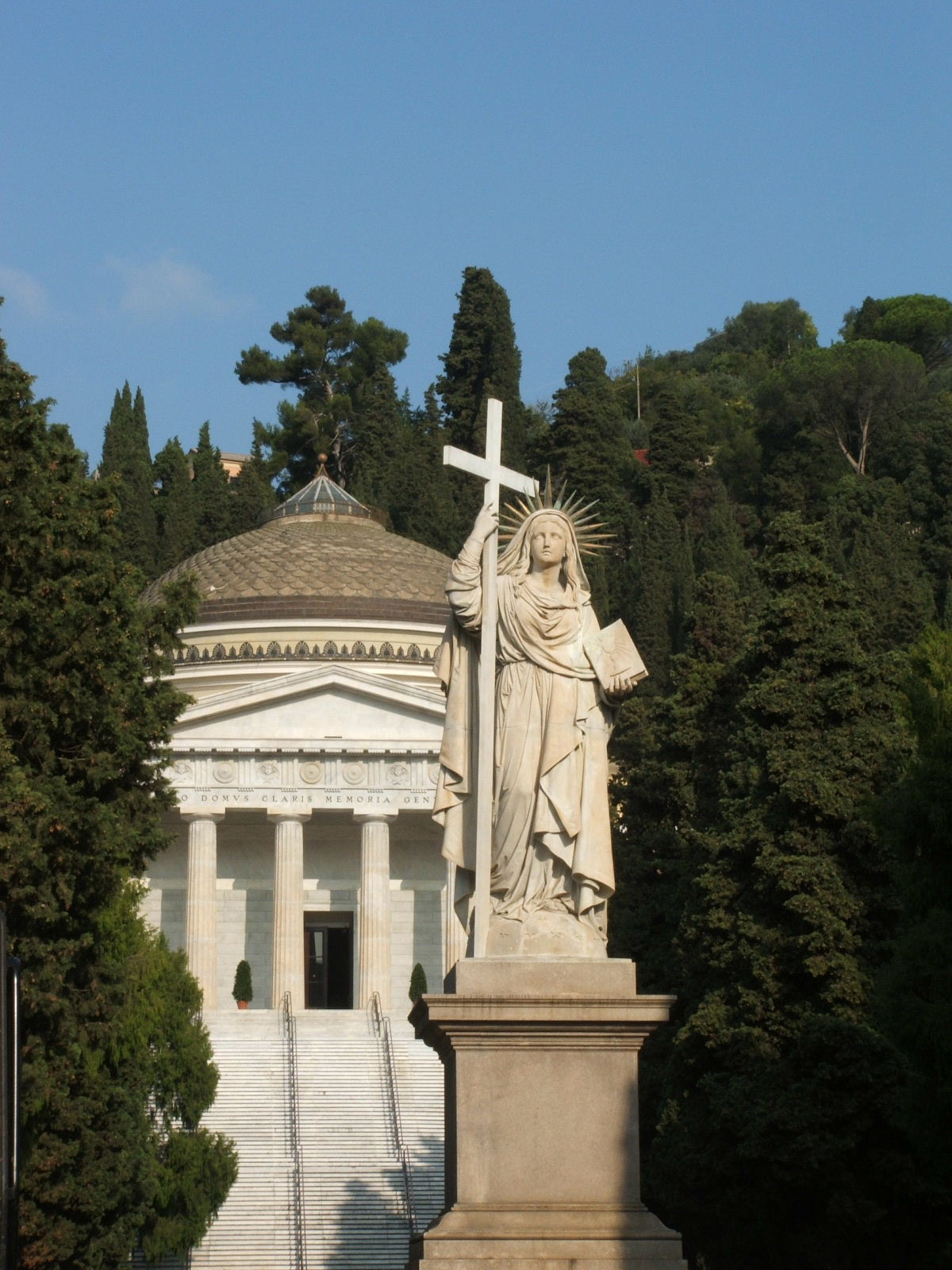
Statua della fede e il Pantheon

### Porticato inferiore
- scultore Lorenzo Orengo: tomba di Caterina Campodonico
- scultore Ramognino: tomba Famiglia Rocca
- scultore Salvator Terelli: tomba marchesa Rovine Lomellini
- scultore Santo Varni: tomba Luigi Groppallo - tomba Chichizola – tomba Donghi – tomba Lomellini – tomba Ronco – tomba Tagliacarne – tomba Maggiolo-Staglieno – tomba famiglia Durazzo-Spinola
- scultore Lorenzo Orengo: tomba Marcello Groppallo
- scultore Giuseppe Gaggini: tomba Nicora
- scultore Giuseppe Benetti: tomba Tagliaferro
- scultore Carlo Rubatto: tomba del marchese Gian Carlo Di Negro
- scultore Giacobbe: tomba Musso – tomba Montebruno
- scultore Vittorio Lavezzari: tomba Queirolo, tomba Fossati, tomba Repetto, tomba Pizzorni
- scultore Luigi Orengo: tomba Cabella
- scultore Antonio Rota: tomba Serra (statua del frate) – tomba Gnecco - tomba Brunetti – tomba Pasquale Pastorino
- scultore Santo Saccomanno: tomba Faustino da Costa – tomba Casella
- scultore Onorato Toso: Tomba Famiglia Ribaudo
- scultore Domenico Carli: tomba Tomaso Pellegrini – tomba Dottor Pisano - tomba Giuseppe Ferrari
- scultore Villa: tomba coniugi Chiappa
- scultore Demetrio Paernio: tomba Luigi Priario (1877) – tomba Carlo Celesia (1899)
- scultore Giovanni Scanzi: tomba Giacomo Borgonovo – tomba Carlo di G.B. Casella – tomba Elisa Falcone – tomba Ghiglino – tomba Carpaneto
- scultore Giovanni Battista Cevasco: tomba Danovaro – tomba Francia Pescetto – tomba Badaracco – tomba Galleano (con pitture di Nicolò Barabino) - tomba Cambiaso (1884)
- scultore Rivalta: tomba Ghigliani – tomba Giulio Cesare Drago (donatore della ringhiera del ponte di Carignano)
- scultore Pietro Costa: tomba Sorelle Da Passano
- scultore Antonio Bozzano: tomba De Fornari – tomba Scanzi
- scultore Giulianotti: tomba Conti
- scultore Leonardo Bistolfi: tomba Tito Orsini
- scultore Lorenzo Massa: tomba Paganelli
- scultore Calvi: tomba Mainetto
- scultore Pasciutti: tomba Rebora
- scultore Federico Fabiani: tomba Parpaglioni

### Galleria frontale
- scultore P.E. De Barbieri: tomba Nicolò Frugoni – tomba Bisso Traverso
- scultore Brizzolara: tomba Risso-Zerega
- scultore Scanzi: tomba Bertollo-Ferralasco
- scultore Vittorio Lavezzari: tomba Canale (1912)
- scultore Demetrio Paernio: tomba Appiani (1910)

### Porticato semicircolare trasversale
- scultore Pasciutti: tomba Garbugino
- scultore Edoardo De Albertis: tomba Ferrando Roggero
- scultore P. E. De Barbieri: tomba Frixione
- scultore Eugenio Baroni: tomba Luisa Cibilis Remus – tomba Rota
- scultore A. De Albertis: tomba Anostaz-Pazzoni – tomba Profumo
- scultore Giuseppe Benetti: tomba Dapino
- scultore Gigi Orengo: tomba Cabona
- scultore Domenico Razeti: tomba Remaggi Bargagliotti – tomba Vicini

### Porticato inferiore a Levante (ai piedi del Pantheon a Levante)
- scultore Demetrio Paernio: tomba Lavarello

### Galleria trasversale
- monumenti degli scultori Campora – Lavarello – Razeto – De Barbieri – Orengo – Noris

### Scala per i porticati superiori
- scultore Cavasco: tomba Galleano (Cristo deposto dalla Croce)
- scultore Montarsolo: tomba Vallebona (Cristo resuscita Lazzaro)
- scultore Vela: tomba Torti (effigie in medaglione rotondo del poeta Giovanni Torti)

### Porticati superiori, in cima allo scalone
- scultore Giuseppe Gaggini: tomba Balduino

### Porticato superiore (Porticato delle celebrità cittadine)
- scultore Giovanni Battista Villa: tomba Raffaele Pienovi – tomba Tomati
- scultore Santo Varni: tomba Picardo – tomba della famiglia Dufour – tomba Cattaneo della Volta (statua del Salvatore) - tomba Spinola
- scultore Giulio Monteverde: tomba Francesco Oneto (Angelo della Morte) - tomba Pratolongo (con altro angelo)
- scultore Giuseppe Benetti: tomba Pignone, Lanata e Gatti
- scultore Carlo Rubatto: tomba Peirano
- scultore Augusto Rivalta: tomba Raggio e Bianchi-Ricchini
- scultore Chiappori: tomba Bartolomeo Bottaro (sacerdote, patriota, morto avvelenato, con ritratto in busto)
- tomba Nicolay
- tomba Pietro Gambaro
- Giuseppe Morro (sindaco di Genova, solo ritratto in clipeo rotondo)
- Nicolò Crosa di Vergagni e la moglie Carlotta Fieschi (ritratto in bassorilievo su pilastro del portico con iscrizione)

## Sezioni del cimitero
Il cimitero è diviso nelle seguenti sezioni:
- Cimitero ebraico, aperto nel 1886 e gestito dalla Comunità ebraica di Genova[4].
- Cimitero greco-ortodosso, aperto nel 1882 gestito dall'Arcidiocesi ortodossa d'Italia e Malta - Vicariato arcivescovile di Genova.
- Cimitero degli inglesi, cimitero protestante e Cimitero militare alleato, aperto nel 1902 e gestito dal consolato del Regno Unito e dal Commonwealth War Graves Commission[5].
- Cimitero musulmano aperto nel 2000 gestito dal consolato della Tunisia[6].

## Personalità sepolte nel cimitero
Tra i più noti abbiamo:
A
- Roberta Alloisio (1964 - 2017), cantante
- Salvatore Anastasi (1837 - 1906), tenore[7]
- Antonietta Pozzoni Anastasi (1847 - 1917), cantante lirica e soprano
- Giovanni Ansaldo (1815 - 1859), imprenditore, ingegnere e architetto

B
- Carlo Barabino (1768 - 1835), architetto e urbanista
- Eugenio Baroni (1880 - 1935), scultore
- Anton Giulio Barrili (1836 - 1908), patriota, scrittore e politico
- Nino Bixio (1821 - 1873), generale e politico
- Carlo Bombrini (1804 - 1882), banchiere, imprenditore e politico
- Ernesto Bozzano (1862 - 1943), parapsicologo
- Federico Bringiotti (1878 - 1951), scultore[7]
- Luigi Brizzolara (1868 - 1937), scultore
- Antonio Burlando (1823 - 1895), patriota, uno dei Mille

C
- Federico Campanella (1804 - 1884), patriota e politico
- Caterina Campodonico (1801 - 1881), Monumento
- Michele Giuseppe Canale (1808 - 1890), storico
- Michele Canzio (1788 - 1868), architetto, scenografo e pittore
- Stefano Canzio (1837 - 1909), generale; genero di Garibaldi; uno dei Mille
- Mario Cappello (1895 - 1954), cantautore
- Margherita Carosio (1908 - 2005), soprano e attrice
- Giovan Battista Carpi (1927 - 1999), fumettista, illustratore e insegnante
- Antonio Caveri (1811 - 1870), politico
- Giovanni Battista Cevasco (1814 - 1891), scultore
- Ivo Chiesa (1920 - 2003), impresario teatrale, giornalista e produttore discografico
- David Chiossone (1822 - 1873), drammaturgo

D
- Enrico Alberto D'Albertis (1846 - 1932), navigatore, scrittore e etnologo
- Ippolito D’Aste (1810 - 1866), insegnante e scrittore
- Gerolamo Da Passano (1818 - 1889), pedagogista
- Fabrizio De André (1940 - 1999), cantautore
- Giuseppe De André (1912 - 1985), dirigente d'azienda, politico e insegnante
- Renato De Barbieri (1920 - 1991), violinista
- Giuseppe De Paoli (1885 - 1913), poeta[7]
- Gian Carlo Di Negro (1769 - 1857), poeta
- Franco Diogene (1947 - 2005), attore
- Giacomo Doria (1840 - 1913), naturalista e politico
- Maurizio Dufour (1826 - 1897), architetto
- Riccardo Dura (1950 - 1980), terrorista italiano

F
- Giannetto Fieschi (1921 - 2010), pittore e incisore
- James Fletcher (1886 - 1974), industriale[7]
- Eleuterio Felice Foresti (1793 - 1858), patriota

G
- Giuseppe II Gaggini (1791 - 1867), scultore
- Rina Gaioni (1893 - 1984), attrice teatrale
- Carlo Andrea Gambini (1819 - 1865), compositore[7]
- Nicolò Garaventa (1848 - 1917), insegnante
- Aldo Gastaldi (1921 - 1945), militare e partigiano
- Wallys Ghiglione (1875 - 1924), calciatore, arbitro di calcio e imprenditore
- Paolo Giacometti (1816 - 1882), drammaturgo
- Claudio Gora (1913 - 1998), attore e regista
- Gilberto Govi (1885 - 1966), attore

L
- Claudio Leigheb (1846 - 1903), attore teatrale
- Constance Mary Lloyd (1859 - 1898), scrittrice e giornalista inglese, nonché moglie di Oscar Wilde
- Emanuele Luzzati (1921 - 2007), scenografo, animatore e illustratore

M
- Mario Malfettani (1872 - 1911), scrittore[7]
- Luigi Mancinelli (1848 - 1921), direttore d'orchestra, compositore e violoncellista
- Riccardo Mannerini (1927 - 1980), poeta e paroliere
- Edoardo Marigliano (1849 - 1940), medico
- Renzo Marignano (1923 - 1987), attore e regista cinematografico
- Giuseppe Marzari (1900 - 1974), attore teatrale, comico e umorista
- Martiri della "Giovine Italia"
- Giuseppe Mazzini (1805 - 1872), patriota, politico, filosofo e giornalista
- Carlotta di Sassonia-Meiningen (1751 - 1827), astronoma
- Camillo Milli (1929 - 2022), attore

N
- Alfredo Noack (1833 - 1895), fotografo
- Michele Novaro (1818 - 1885), compositore e patriota; autore dell'Inno d'italia

O
- Gaetano Olivari (1870 - 1948), scultore[7]
- Anna Maria Ortese (1914 - 1998), scrittrice neorealista

P
- Ferruccio Parri (1890 - 1981), politico e antifascista
- Vito Elio Petrucci (1923 - 2002), poeta, giornalista e commediografo
- Riccardo Pippo (1886 - 1934), arbitro di calcio e calciatore
- Fernanda Pivano (1917 - 2009), traduttrice, scrittrice, giornalista e critica musicale
- Fëdor Andrianovič Poletaev (1909 - 1945), partigiano sovietico
- Andrea Podestà (1832 - 1895), politico

Q
- Fabrizio Quattrocchi (1968 - 2004), guardia di sicurezza privata
- Beppe Quirici (1954 - 2009), musicista e produttore discografico

R
- Leda Rafanelli (1880 - 1971), politica e scrittrice
- Giuseppe Rensi (1871 - 1941), filosofo, avvocato e antifascista
- Giovanni Battista Resasco (1798 - 1872), architetto e docente
- Vincenzo Ricci (1804 - 1868), politico
- Ceccardo Roccatagliata Ceccardi (1871 - 1919), poeta
- Felice Romani (1789 - 1865), librettista, poeta e critico musicale
- Guido Rossa (1934 - 1979), operaio e sindacalista
- Colette Rosselli (1911 - 1996), scrittrice, illustratrice e pittrice
- Antonio Rota (1842 - 1917), scultore.[7]
- Raffaele Rubattino (1809 - 1881), imprenditore e armatore

S
- Giovanni Scanzi (1840 - 1915), scultore
- Edoardo Sanguineti (1930 - 2010), poeta e scrittore
- Francesco Bartolomeo Savi (1820 - 1865), politico e membro della spedizione dei Mille
- Federico Sirigu (1925 - 1999), pittore
- Giovanni Battista Egisto Sivelli (1843 -1934), ultimo superstite dei Mille
- Camillo Sivori (1815 - 1894), violinista e compositore
- Flavia Steno (1878 - 1946), giornalista e scrittrice

T
- Giovanni Battista Tassara (1841 - 1916), scultore; uno dei Mille
- Aldo Trionfo (1921 - 1989), regista teatrale
- Giovanni Torti (1774 - 1852), poeta

U
- Davide Cesare Uziel (1835 - 1889), uno dei Mille

V
- Lugi Arnaldo Vassallo detto Gandolin (1852 - 1906), giornalista e scrittore
- Santo Varni (1807 - 1885), scultore
- Giambattista Vigo (1844 - 1891), poeta[7]
- Piero Villaggio (1932 - 2014), matematico e ingegnere